# Колодка (село)
Коло́дка — село в Україні, у Яворівському районі Львівської області. Населення становить 11 осіб. Орган місцевого самоврядування — Мостиська міська громада.